# Нобелевские лауреаты из Франции
Но́белевская пре́мия (швед. Nobelpriset, англ. Nobel Prize) — престижная международная премия, ежегодно присуждаемая людям за выдающиеся научные исследования, революционные изобретения или крупный вклад в культуру, или развитие общества в областях химии, физики, физиологии и медицины, экономики, литературы и мира. Каждый нобелевский лауреат получает золотую медаль, диплом и денежную сумму, ежегодно определяемую Фондом Альфреда Нобеля.
Нобелевские премии присуждают четыре учреждения: Шведская королевская академия наук (химия, физика и экономика), Шведская академия (литература), Нобелевская ассамблея Королевского института (физиология и медицина) и Норвежский Нобелевский комитет (премия мира). Каждый год соответствующие Нобелевские комитеты рассылают индивидуальные приглашения тысячам учёных, академиков и профессоров университетов из разных стран с просьбой выдвинуть кандидатов на получение Нобелевских премий на следующий год. Кандидаты отбираются таким образом, чтобы в числе номинантов было представлено как можно больше стран и университетов. Нобелевские премии, за исключением премии мира, вручаются в Стокгольме (Швеция) на ежегодной церемонии вручения премий в годовщину смерти Нобеля — 10 декабря. Церемония вручения премий в Швеции проходит в Стокгольмском концертном зале, а сразу после неё в Стокгольмской ратуше проводят Нобелевский банкет. Ранее церемония вручения Нобелевской премии мира проводилась в Норвежском Нобелевском институте (1905—1946) и в актовом зале университета города Осло (1947—1989), а с 1990 года по настоящее время проводится в столичной городской ратуше. Кульминацией церемонии вручения Нобелевской премии в Стокгольме становится момент, когда каждый лауреат выходит вперёд и получает премию из рук короля Швеции. В Осло председатель Норвежского Нобелевского комитета вручает Нобелевскую премию мира в присутствии короля Норвегии и норвежской королевской семьи.
Премия впервые была учреждена в 1901 году, и по состоянию на 2024 год Нобелевскую премию получило 70 граждан Французской республики и одна международная организация: 16 лауреатов по литературе, 17 по физике, 13 по физиологии и медицине, 11 по химии, 4 по экономике памяти Альфреда Нобеля и 10 премий мира. Список лауреатов из Франции составлен по материалам официальных документов Нобелевского комитета, а в качестве национального рассматривается во многих французских источниках. В список включены граждане Франции в период Третьей республики (28 человек, 1870—1940 гг.), Четвёртой республики (6 человек, 1946—1958 гг.) и Пятой республики (36 человек, 1958—н. в.) или которые были выходцами из Франции. Первыми французами, получившими премии в 1901 году, стали Рене Арман Франсуа Прюдом (литература) и Фредерик Пасси (премия мира), а последними — Анн Женевьева Л’Юилье и Пьер Агостини (физика), а также Мунги Бавенди (химия), которые получили премии по своим областям в 2023 году.

## Лауреаты

### Премия мира
| №  | Год  | Портрет                                          | Лауреат | Обоснование награды | Примечание                                               | Ист.   |
| -- | ---- | ------------------------------------------------ | --- | --- | -------------------------------------------------------- | ------ |
| 1  | 1901 | Фредерик Пасси                                   | Фредерик Пасси (1822—1912) фр. Frédéric Passy                                                                           | За многолетнюю работу в области международных миротворческих конференций, дипломатии и арбитража Оригинальный текст (англ.)for his lifelong work for international peace conferences, diplomacy and arbitration | Премия разделена с Анри Дюнаном                          | [ 11 ] |
| 2  | 1907 | Луи Рено                                         | Луи Рено (1843—1918) фр. Louis Renault                                                                                  | За его значительное влияние на проведение и результаты Гаагской и Женевской конференций Оригинальный текст (англ.)for his decisive influence upon the conduct and outcome of the Hague and Geneva Conferences | Премия разделена с Эрнесто Теодоро Монетой               | [ 36 ] |
| 3  | 1909 | Поль Анри Бенжамен Баллуэт д’Этурнель де Констан | Поль Анри Бенжамен Баллуэт д’Этурнель де Констан (1852—1924) фр. Paul Henri Benjamin Balluet d'Estournelles de Constant | За выдающееся мнение в международном движении за мир и арбитраж Оригинальный текст (англ.)for their prominent position in the international movement for peace and arbitration | Премия разделена с Огюстом Мари Франсуа Беернартом       | [ 37 ] |
| 4  | 1920 | Леон Виктор Огюст Буржуа                         | Леон Виктор Огюст Буржуа (1851—1925) фр. Léon Victor Auguste Bourgeois                                                  | За многолетний вклад в дело мира и справедливости и выдающуюся роль в создании Лиги Наций Оригинальный текст (англ.)for his longstanding contribution to the cause of peace and justice and his prominent role in the establishment of the League of Nations                                                                                    | —                                                        | [ 38 ] |
| 5  | 1926 | Аристид Пьер Анри Бриан                          | Аристид Пьер Анри Бриан (1862—1932) фр. Aristide Pierre Henri Briand                                                    | За их решающую роль в заключении Локарнских договоров Оригинальный текст (англ.)for their crucial role in bringing about the Locarno Treaty | Премия получена совместно с Густавом Эрнстом Штреземаном | [ 39 ] |
| 6  | 1927 | Фердинанд Эдуард Бюиссон                         | Фердинанд Эдуард Бюиссон (1841—1932) фр. Ferdinand Edouard Buisson                                                      | За вклад в формирование во Франции и Германии общественного мнения, выступающего за мирное международное сотрудничество Оригинальный текст (англ.)for their contribution to the emergence in France and Germany of a public opinion which favours peaceful international cooperation                                                            | Премия получена совместно с Людвигом Квидде              | [ 40 ] |
| 7  | 1951 | Леон Анри Жуо                                    | Леон Анри Жуо (1879—1954) фр. Léon Henri Jouhaux                                                                        | За то, что посвятил свою жизнь борьбе с войной, содействуя социальной справедливости и братству между людьми и народами Оригинальный текст (англ.)for having devoted his life to the fight against war through the promotion of social justice and brotherhood among men and nations                                                            | —                                                        | [ 41 ] |
| 8  | 1952 | Людвиг Филипп Альберт Швейцер                    | Людвиг Филипп Альберт Швейцер (1875—1965) фр. Ludwig Philipp Albert Schweitzer                                          | За альтруизм, трепетное отношение к жизни и неустанную гуманитарную деятельность, благодаря которой идея братства между людьми и народами стала реальностью Оригинальный текст (англ.)for his altruism, reverence for life, and tireless humanitarian work which has helped making the idea of brotherhood between men and nations a living one | [ ~ 5 ]                                                  | [ 44 ] |
| 9  | 1968 | Семуэль Рене Кассен                              | Семуэль Рене Кассен (1887—1976) фр. Samuel René Cassin                                                                  | За борьбу по обеспечению прав человека, предусмотренных Декларацией ООН Оригинальный текст (англ.)for his struggle to ensure the rights of man as stipulated in the UN Declaration | —                                                        | [ 45 ] |
| 10 | 1999 | «Врачи без границ»                               | «Врачи без границ» (осн. 1971) фр. Médecins sans frontières                                                             | За организацию новаторской гуманитарной деятельности на нескольких континентах Оригинальный текст (англ.)in recognition of the organisation's pioneering humanitarian work on several continents | [ ~ 6 ]                                                  | [ 48 ] |

### Физика
| №  | Год  | Портрет                          | Лауреат | Обоснование награды | Примечание                                                                 | Ист.   |
| -- | ---- | -------------------------------- | --- | --- | -------------------------------------------------------------------------- | ------ |
| 1  | 1903 | Антуан Анри Беккерель            | Антуан Анри Беккерель (1852—1908) фр. Antoine Henri Becquerel                                                                                | В знак признания исключительных услуг, которые он оказал науке своим открытием спонтанной радиоактивности Оригинальный текст (англ.)in recognition of the extraordinary services he has rendered by his discovery of spontaneous radioactivity | Премия разделена с Пьером Кюри и Марией Склодовской-Кюри                   | [ 49 ] |
| 2  | 1903 | Пьер Кюри                        | Пьер Кюри (1859—1906) фр. Pierre Curie | В знак признания исключительных услуг, которые они оказали науке совместными исследованиями явлений радиации, открытой профессором Анри Беккерелем Оригинальный текст (англ.)in recognition of the extraordinary services they have rendered by their joint researches on the radiation phenomena discovered by Professor Henri Becquerel                                                                        | Премия получена совместно с Марией Склодовской-Кюри                        | [ 49 ] |
| 3  | 1903 | Мария Кюри                       | Мария Склодовская-Кюри (1867—1934) фр. Marie Skłodowska-Curie урожд. Мария Саломея Склодовская пол. Maria Salomea Skłodowska                 | В знак признания исключительных услуг, которые они оказали науке совместными исследованиями явлений радиации, открытой профессором Анри Беккерелем Оригинальный текст (англ.)in recognition of the extraordinary services they have rendered by their joint researches on the radiation phenomena discovered by Professor Henri Becquerel                                                                        | Премия получена совместно с Пьером Кюри                                    | [ 49 ] |
| 4  | 1908 | Габриэль Липпман                 | Жонас Фердинан Габриэль Липпман (1845—1921) фр. Jonas Ferdinand Gabriel Lippmann                                                             | За создание метода фотографического воспроизведения цветов на основе явления интерференции Оригинальный текст (англ.)for his method of reproducing colours photographically based on the phenomenon of interference | —                                                                          | [ 51 ] |
| 5  | 1926 | Жан Батист Перрен                | Жан Батист Перрен (1870—1942) фр. Jean Baptiste Perrin                                                                                       | За исследования дискретной структуры материи и особенно за открытие седиментационного равновесия Оригинальный текст (англ.)for his work on the discontinuous structure of matter, and especially for his discovery of sedimentation equilibrium | —                                                                          | [ 52 ] |
| 6  | 1929 | Луи Виктор Пьер Раймон де Бройль | Луи Виктор Пьер Раймон де Бройль (1892—1987) фр. Louis Victor Pierre Ramon de Broglie                                                        | За открытие волновой природы электронов Оригинальный текст (англ.)for his discovery of the wave nature of electrons | —                                                                          | [ 53 ] |
| 7  | 1966 | Фредерик Анри Альфред Кастлер    | Фредерик Анри Альфред Кастлер (1902—1984) фр. Frédéric Henri Alfred Kastler                                                                  | За открытие и разработку оптических методов исследования резонансов Герца в атомах Оригинальный текст (англ.)for the discovery and development of optical methods for studying Hertzian resonances in atoms | —                                                                          | [ 54 ] |
| 8  | 1970 |                                  | Луи Эжен Феликс Неель (1904—2000) фр. Louis Eugène Félix Néel                                                                                | За фундаментальные труды и открытия, которые касаются антиферромагнетизма и ферромагнетизма и которые повлекли за собой важные приложения в области физики твёрдого тела Оригинальный текст (англ.)for fundamental work and discoveries concerning antiferromagnetism and ferrimagnetism which have led to important applications in solid state physics                                                         | Премия разделена с Ханнесом Альвеном                                       | [ 55 ] |
| 9  | 1991 | Пьер Жиль де Жен                 | Пьер-Жиль Робер Ив де Жен (1932—2007) фр. Pierre-Gilles Robert Yves de Gennes                                                                | За обнаружение того, что методы, развитые для изучения явлений упорядоченности в простых системах, могут быть обобщены на более сложные формы материи, в частности жидкие кристаллы и полимеры Оригинальный текст (англ.)for discovering that methods developed for studying order phenomena in simple systems can be generalized to more complex forms of matter, in particular to liquid crystals and polymers | —                                                                          | [ 56 ] |
| 10 | 1992 | Жорж Шарпак                      | Жорж Шарпак (1924—2010) фр. Georges Charpak урожд. Ежи Харпак пол. Jerzy Charpak                                                             | За изобретение и усовершенствование детекторов частиц, в частности многопроволочной пропорциональной камеры Оригинальный текст (англ.)for his invention and development of particle detectors, in particular the multiwire proportional chamber | —                                                                          | [ 57 ] |
| 11 | 1997 | Клод Коэн-Таннуджи               | Клод Коэн-Таннуджи (род. 1933) фр. Claude Cohen-Tannoudji                                                                                    | За создание методов охлаждения и удержания атомов с помощью лазерного света Оригинальный текст (англ.)for development of methods to cool and trap atoms with laser light | Премия получена совместно с Уильямом Филлипсом и Стивеном Чу               | [ 58 ] |
| 12 | 2007 | Альбер Ферт                      | Альбер Ферт (род. 1938) фр. Albert Fert | За открытие эффекта гигантского магнетосопротивления Оригинальный текст (англ.)for the discovery of giant magnetoresistance | Премия получена совместно с Петером Грюнбергом                             | [ 59 ] |
| 13 | 2012 | Серж Арош                        | Серж Арош (род. 1944) фр. Serge Haroche | За создание прорывных технологий манипулирования квантовыми системами, которые сделали возможными измерение отдельных квантовых систем и управление ими Оригинальный текст (англ.)for ground-breaking experimental methods that enable measuring and manipulation of individual quantum systems | Премия получена совместно с Дэвидом Уайнлендом                             | [ 60 ] |
| 14 | 2018 |                                  | Жерар Альбер Муру (род. 1944) фр. Gérard Albert Mourou                                                                                       | За метод генерации высокоинтенсивных ультракоротких оптических импульсов Оригинальный текст (англ.)for their method of generating high-intensity, ultra-short optical pulses | Премия получена совместно с Донной Стрикленд и разделена с Артуром Эшкиным | [ 62 ] |
| 15 | 2022 |                                  | Ален Аспе (род. 1947) фр. Alain Aspect | За эксперименты с запутанными фотонами, установление принципа нарушения неравенств Белла и новаторство в квантовой информатике Оригинальный текст (англ.)for experiments with entangled photons, establishing the violation of Bell inequalities and pioneering quantum information science | Премия получена совместно с Джоном Клаузером и Антоном Цайлингером         | [ 63 ] |
| 16 | 2023 |                                  | Анн Женевьев Л’Юилье-Вальстрём (род. 1958) фр. Anne Geneviève L'Huillier-Wahlström урожд. Анн Женевьев Л’Юилье фр. Anne Geneviève L'Huillier | За экспериментальные методы, генерирующие аттосекундные импульсы света для изучения динамики электронов в веществе Оригинальный текст (англ.)for experimental methods that generate attosecond pulses of light for the study of electron dynamics in matter | Премия получена совместно с Пьером Агостини и Ференцем Краусом             | [ 12 ] |
| 17 | 2023 |                                  | Пьер Агостини (род. 1941) фр. Pierre Agostini                                                                                                | За экспериментальные методы, генерирующие аттосекундные импульсы света для изучения динамики электронов в веществе Оригинальный текст (англ.)for experimental methods that generate attosecond pulses of light for the study of electron dynamics in matter | Премия получена совместно с Анн Женевьев Л’Юилье и Ференцем Краусом        | [ 12 ] |

### Физиология и медицина
| №  | Год  | Портрет                    | Лауреат | Обоснование награды | Примечание                                                                                | Ист.   |
| -- | ---- | -------------------------- | --- | --- | ----------------------------------------------------------------------------------------- | ------ |
| 1  | 1907 | Шарль Луи Альфонс Лаверан  | Шарль Луи Альфонс Лаверан (1845—1922) фр. Charles Louis Alphonse Laveran                                                     | За исследование роли простейших в возникновении заболеваний Оригинальный текст (англ.)in recognition of his work on the role played by protozoa in causing diseases | —                                                                                         | [ 65 ] |
| 2  | 1912 | Алексис Каррель            | Алексис Каррель (1873—1944) фр. Alexis Carrel урожд. Мари Жозеф Огюст Каррель-Бийар фр. Marie Joseph Auguste Carrel-Billard  | За признание работы по сосудистому шву и трансплантации кровеносных сосудов и органов Оригинальный текст (англ.)in recognition of his work on vascular suture and the transplantation of blood vessels and organs                                                         | —                                                                                         | [ 66 ] |
| 3  | 1913 | Шарль Робер Рише           | Шарль Робер Рише (1850—1935) фр. Charles Robert Richet                                                                       | В знак признания его работ по анафилаксии Оригинальный текст (англ.)in recognition of his work on anaphylaxis | —                                                                                         | [ 67 ] |
| 4  | 1928 | Шарль Николь               | Шарль Жюль Анри Николь (1866—1936) фр. Charles Jules Henri Nicolle                                                           | Установление передатчика сыпного тифа — платяной вши Оригинальный текст (англ.)for his work on typhus | —                                                                                         | [ 68 ] |
| 5  | 1956 | Андре Курнан               | Андре Фредерик Курнан (1895—1988) фр. André Frédéric Cournand                                                                | За открытия, касающиеся катетеризации сердца и патологических изменений в системе кровообращения Оригинальный текст (англ.)their discoveries concerning heart catheterization and pathological changes in the circulatory system                                          | Премия получена совместно с Вернером Форсманом и Диккинсоном Ричардсом                    | [ 69 ] |
| 6  | 1965 | Франсуа Жакоб              | Франк Франсуа Луи Жакоб (1920—2013) фр. Franck François Louis Jacob                                                          | За открытия, касающиеся генетического контроля синтеза ферментов и вирусов Оригинальный текст (англ.)for their discoveries concerning genetic control of enzyme and virus synthesis                                                                                       | —                                                                                         | [ 70 ] |
| 7  | 1965 | Андре Мишель Львов         | Андре Мишель Львов (1902—1994) фр. André Michel Lwoff                                                                        | За открытия, касающиеся генетического контроля синтеза ферментов и вирусов Оригинальный текст (англ.)for their discoveries concerning genetic control of enzyme and virus synthesis                                                                                       | —                                                                                         | [ 70 ] |
| 8  | 1965 | Жак Моно                   | Жак Люсьен Моно (1910—1976) фр. Jacques Lucien Monod                                                                         | За открытия, касающиеся генетического контроля синтеза ферментов и вирусов Оригинальный текст (англ.)for their discoveries concerning genetic control of enzyme and virus synthesis                                                                                       | —                                                                                         | [ 70 ] |
| 9  | 1977 | Роже Шарль Луи Гиймен      | Роже Шарль Луи Гиймен (1924—2024) фр. Roger Charles Louis Guillemin                                                          | За открытия, связанные с секрецией пептидных гормонов мозга Оригинальный текст (англ.)for their discoveries concerning the peptide hormone production of the brain | Премия получена совместно с Эндрю Шалли                                                   | [ 72 ] |
| 10 | 1980 | Жан Доссе                  | Жан Батист Габриель Жоашим Доссе (1916—2009) фр. Jean Baptiste Gabriel Joachim Dausset                                       | За открытия, касающиеся генетически определённых структур на клеточной поверхности, регулирующих иммунные реакции. Оригинальный текст (англ.)for their discoveries concerning genetically determined structures on the cell surface that regulate immunological reactions | Премия получена совместно с Барухом Бенасеррафом и Джорджом Снеллом                       | [ 73 ] |
| 11 | 2008 | Франсуаза Барре-Синусси    | Франсуаза Барре-Синусси (род. 1947) фр. Françoise Barré-Sinoussi урожд. Франсуаза Клер Синусси фр. Françoise Claire Sinoussi | За открытие ВИЧ-инфекции Оригинальный текст (англ.)for their discovery of human immunodeficiency virus | Премия получена совместно с Люком Антуаном Монтанье и разделена с Харальдом цур Хаузеном  | [ 74 ] |
| 12 | 2008 | Люк Антуан Монтанье        | Люк Антуан Монтанье (1932—2022) фр. Luc Antoine Montagnier                                                                   | За открытие ВИЧ-инфекции Оригинальный текст (англ.)for their discovery of human immunodeficiency virus | Премия получена совместно с Франсуазом Барре-Синусси и разделена с Харальдом цур Хаузеном | [ 74 ] |
| 13 | 2011 | Жюль Альфонс Николя Гофман | Жюль Альфонс Никола Офман (род. 1941) фр. Jules Alphonse Nicolas Hoffmann                                                    | За работы по изучению активации врождённого иммунитета Оригинальный текст (англ.)for their discoveries concerning the activation of innate immunity | Премия получена совместно с Брюсом Бётлером и разделена с Ральфом Стайнманом              | [ 75 ] |

### Химия
| №  | Год  | Портрет                      | Лауреат | Обоснование награды | Примечание                                                                    | Ист.   |
| -- | ---- | ---------------------------- | --- | --- | ----------------------------------------------------------------------------- | ------ |
| 1  | 1906 | Анри Муассан                 | Фердинан Фредерик Анри Муассан (1852—1907) фр. Ferdinand Frédéric Henri Moissan                                              | В знак признания больших заслуг, оказанных им в исследовании и выделении элемента фтора, и за внедрение на службу науки электрической печи, названной в его честь Оригинальный текст (англ.)in recognition of the great services rendered by him in his investigation and isolation of the element fluorine, and for the adoption in the service of science of the electric furnace called after him     | —                                                                             | [ 76 ] |
| 2  | 1911 | Мария Кюри                   | Мария Склодовская-Кюри (1867—1934) фр. Marie Skłodowska-Curie урожд. Мария Саломея Склодовская пол. Maria Salomea Skłodowska | За выдающиеся заслуги в развитии химии: открытие элементов радия и полония, выделение радия и изучение природы и соединений этого замечательного элемента Оригинальный текст (англ.)in recognition of her services to the advancement of chemistry by the discovery of the elements radium and polonium, by the isolation of radium and the study of the nature and compounds of this remarkable element | [ ~ 7 ]                                                                       | [ 77 ] |
| 3  | 1912 | Франсуа Огюст Виктор Гриньяр | Франсуа Огюст Виктор Гриньяр (1871—1935) фр. François Auguste Victor Grignard                                                | За открытие реактива Гриньяра, способствовавшего развитию органической химии Оригинальный текст (англ.)for the discovery of the so-called Grignard reagent, which in recent years has greatly advanced the progress of organic chemistry | —                                                                             | [ 78 ] |
| 4  | 1912 | Поль Сабатье                 | Поль Сабатье (1854—1941) фр. Paul Sabatier                                                                                   | За открытие реактива Гриньяра, способствовавшего развитию органической химии Оригинальный текст (англ.)for the discovery of the so-called Grignard reagent, which in recent years has greatly advanced the progress of organic chemistry | —                                                                             | [ 78 ] |
| 5  | 1935 | Фредерик Жолио-Кюри          | Фредерик Жолио-Кюри (1900—1958) фр. Frédéric Joliot-Curie урожд. Жан Фредерик Жолио фр. Jean Frédéric Joliot                 | За выполненный синтез новых радиоактивных элементов Оригинальный текст (англ.)in recognition of their synthesis of new radioactive elements | —                                                                             | [ 79 ] |
| 6  | 1935 | Ирен Жолио-Кюри              | Ирен Жолио-Кюри (1897—1956) фр. Irène Joliot-Curie урожд. Ирен Кюри фр. Irène Curie                                          | За выполненный синтез новых радиоактивных элементов Оригинальный текст (англ.)in recognition of their synthesis of new radioactive elements | —                                                                             | [ 79 ] |
| 7  | 1987 | Жан Мари Лен                 | Жан-Мари Лен (род. 1939) фр. Jean-Marie Lehn                                                                                 | За разработку и применение молекул со структурно-специфическими взаимодействиями высокой избирательности Оригинальный текст (англ.)for their development and use of molecules with structure-specific interactions of high selectivity | Премия получена совместно с Доналдом Джеймсом Крамом и Чарлзом Педерсеном     | [ 80 ] |
| 8  | 2005 | Ив Шовен                     | Ив Рене Ришар Мари Шовен (1930—2015) фр. Yves René Richard Marie Chauvin                                                     | За вклад в развитие метода метатезиса в органическом синтезе Оригинальный текст (англ.)for the development of the metathesis method in organic synthesis | Премия получена совместно с Робертом Граббсом и Ричардом Шроком               | [ 81 ] |
| 9  | 2016 | Жан-Пьер Соваж               | Жан-Пьер Соваж (род. 1944) фр. Jean-Pierre Sauvage                                                                           | За проектирование и синтез молекулярных машин Оригинальный текст (англ.)for the design and synthesis of molecular machines | Премия получена совместно с Джеймсом Фрейзером Стоддартом и Бернардом Феринга | [ 82 ] |
| 10 | 2020 | Эмманюэль Шарпантье          | Эмманюэль Мари Шарпантье (род. 1968) фр. Emmanuelle Marie Charpentier                                                        | За разработку метода редактирования генома Оригинальный текст (англ.)for the development of a method for genome editing | Премия получена совместно с Дженнифер Даудна                                  | [ 83 ] |
| 11 | 2023 | Мунги Бавенди                | Мунги Габриэль Бавенди (род. 1961) фр. Moungi Gabriel Bawendi                                                                | За открытие и синтез квантовых точек Оригинальный текст (англ.)for the discovery and synthesis of quantum dots | Премия получена совместно с Луисом Брюсом и Алексеем Ивановичем Екимовым      | [ 13 ] |

### Экономика
| № | Год  | Портрет                   | Лауреат                                                               | Обоснование награды | Примечание                                                                    | Ист.   |
| - | ---- | ------------------------- | --------------------------------------------------------------------- | --- | ----------------------------------------------------------------------------- | ------ |
| 1 | 1983 | Жерар Люсьен Виктор Дебрё | Жерар Люсьен Виктор Дебрё (1921—2004) фр. Gerard Lucien Victor Debreu | За внедрение новых аналитических методов в экономическую теорию и за строгую формулировку теории общего равновесия Оригинальный текст (англ.)for having incorporated new analytical methods into economic theory and for his rigorous reformulation of the theory of general equilibrium | [ ~ 12 ]                                                                      | [ 86 ] |
| 2 | 1988 | Морис Феликс Шарль Алле   | Морис Феликс Шарль Алле (1911—2010) фр. Maurice Félix Charles Allais  | За новаторский вклад в теорию рынков и эффективного использования ресурсов Оригинальный текст (англ.)for his pioneering contributions to the theory of markets and efficient utilization of resources                                                                                    | —                                                                             | [ 87 ] |
| 3 | 2014 | Жан Марсель Пьер Тироль   | Жан Марсель Пьер Тироль (род. 1953) фр. Jean Marcel Pierre Tirole     | За анализ рыночной власти и регулирования Оригинальный текст (англ.)for his analysis of market power and regulation | —                                                                             | [ 88 ] |
| 4 | 2019 | Эстер Дюфло               | Эстер Дюфло (род. 1972) фр. Esther Duflo                              | За экспериментальный подход к борьбе с глобальной бедностью Оригинальный текст (англ.)for their experimental approach to alleviating global poverty | Премия получена совместно с её мужем Абхиджитом Банерджи и с Майклом Кремером | [ 91 ] |